# Serradilla del Arroyo (kommunhuvudort)
Serradilla del Arroyo är en kommunhuvudort i Spanien.   Den ligger i provinsen Provincia de Salamanca och regionen Kastilien och Leon, i den centrala delen av landet, 220 km väster om huvudstaden Madrid. Serradilla del Arroyo ligger 855 meter över havet och antalet invånare är 387.
Terrängen runt Serradilla del Arroyo är lite kuperad, och sluttar västerut. Runt Serradilla del Arroyo är det glesbefolkat, med 11 invånare per kvadratkilometer. Närmaste större samhälle är Ciudad Rodrigo, 17,0 km nordväst om Serradilla del Arroyo. Omgivningarna runt Serradilla del Arroyo är huvudsakligen savann.